# Wenjapons
Wenjapons ist eine Ortschaft und eine Katastralgemeinde der Gemeinde Japons im Bezirk Horn in Niederösterreich.

## Lage
Wenjapons liegt südlich von Japons und ist über die Landesstraße L174 erreichbar.

## Geschichte
Laut Adressbuch von Österreich waren im Jahr 1938 in der Ortsgemeinde Wenjapons zwei Gastwirte, ein Gemischtwarenhändler, ein Sattler, ein Schmied, ein Schneider und eine Schneiderin, ein Trafikant, ein Tischler, ein Viktualienhändler, zwei Wagner, ein Weber  und zahlreiche Landwirte ansässig.

## Siedlungsentwicklung
Zum Jahreswechsel 1979/1980 befanden sich in der Katastralgemeinde Wenjapons insgesamt 38 Bauflächen mit 25.823 m² und 75 Gärten auf 38.801 m², 1989/1990 gab es 44 Bauflächen. 1999/2000 war die Zahl der Bauflächen auf 134 angewachsen und 2009/2010 bestanden 62 Gebäude auf 135 Bauflächen.

## Bodennutzung
Die Katastralgemeinde ist landwirtschaftlich geprägt. 355 Hektar wurden zum Jahreswechsel 1979/1980 landwirtschaftlich genutzt und 22 Hektar waren forstwirtschaftlich geführte Waldflächen. 1999/2000 wurde auf 356 Hektar Landwirtschaft betrieben und 22 Hektar waren als forstwirtschaftlich genutzte Flächen ausgewiesen. Ende 2018 waren 351 Hektar als landwirtschaftliche Flächen genutzt und Forstwirtschaft wurde auf 21 Hektar betrieben. Die durchschnittliche Bodenklimazahl von Wenjapons beträgt 38,2 (Stand 2010).

## Bilder

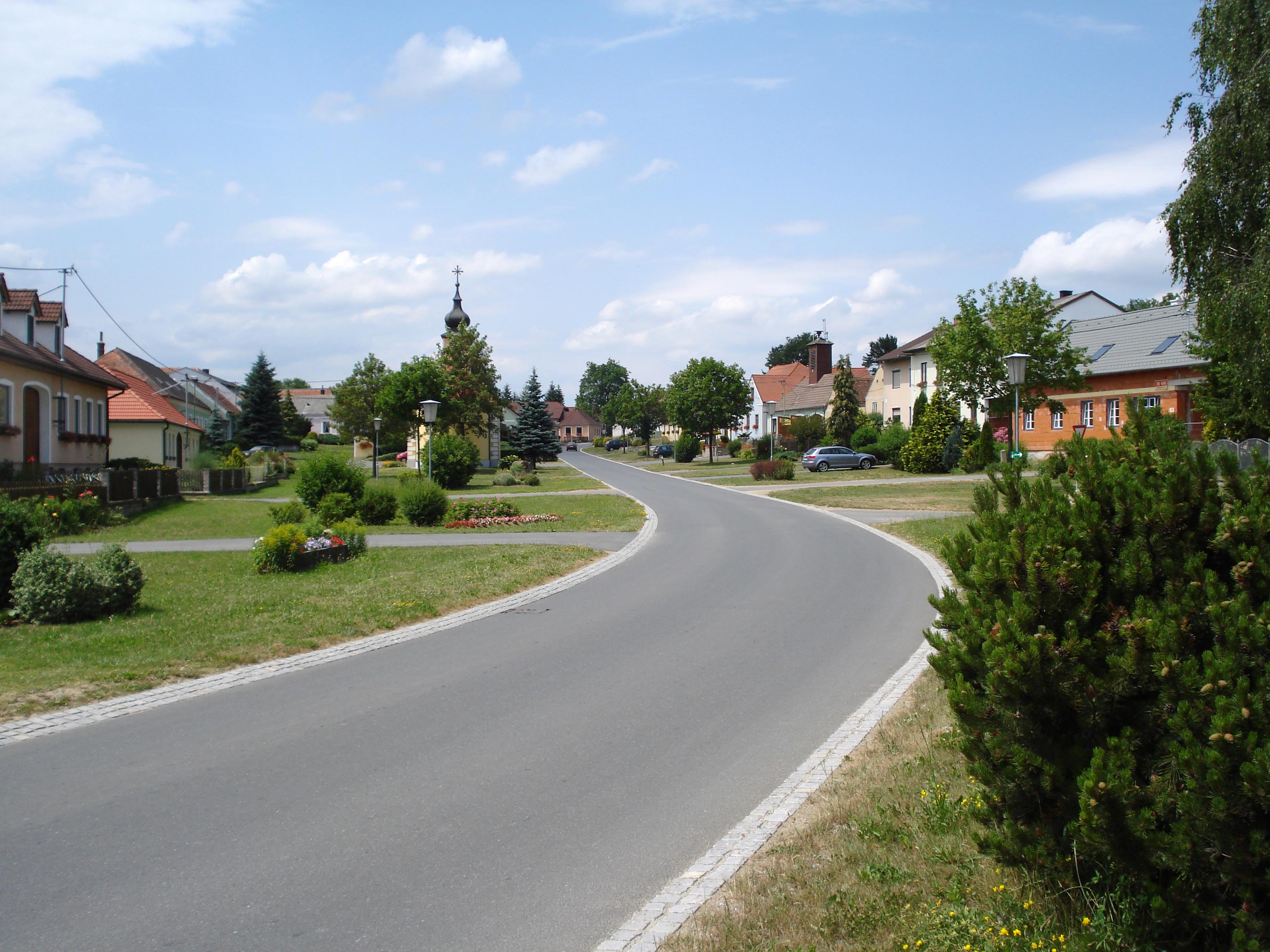
Wenjapons, Hauptstraße, 2007
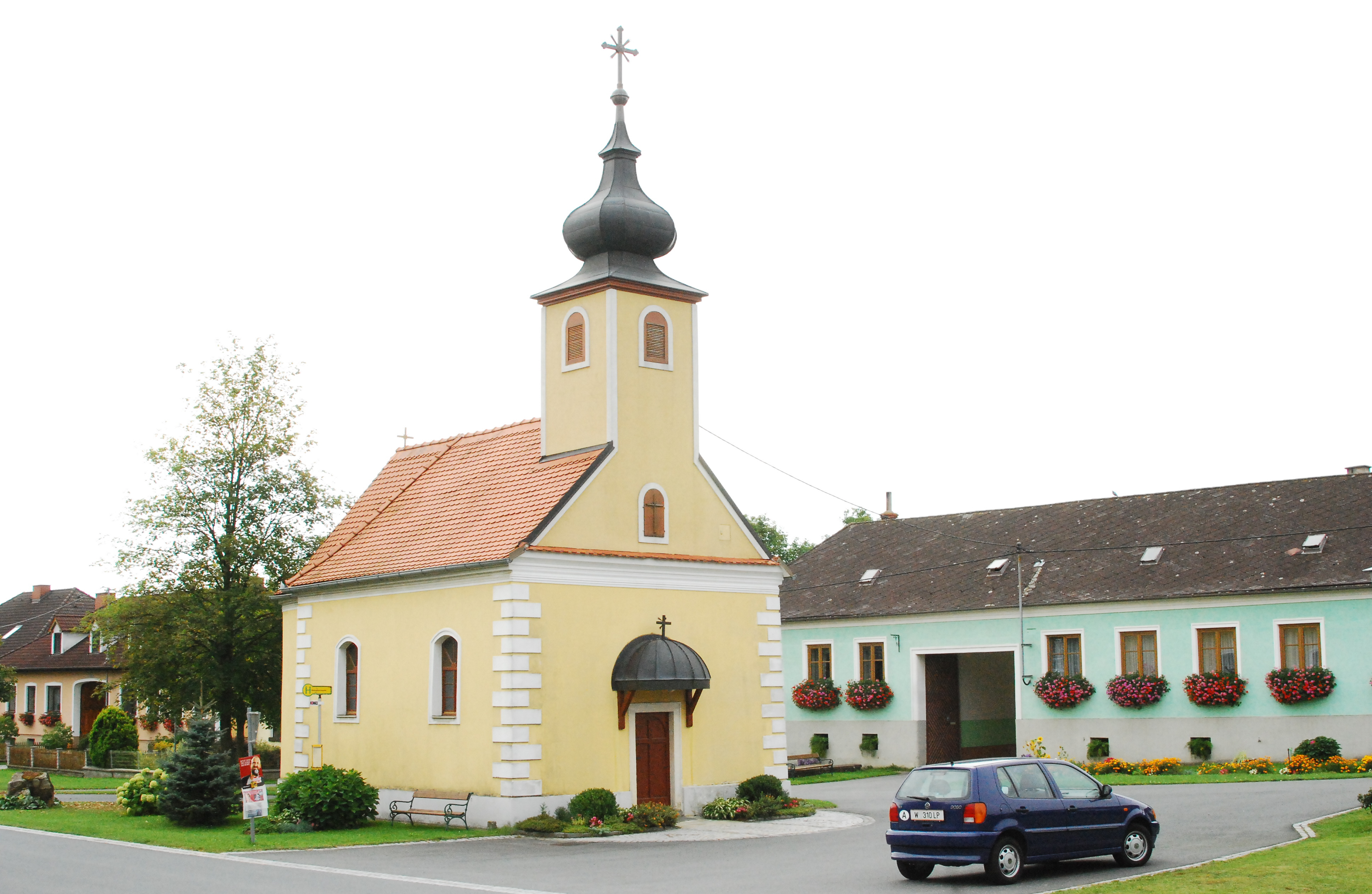
Wenjapons, Kapelle, 2012
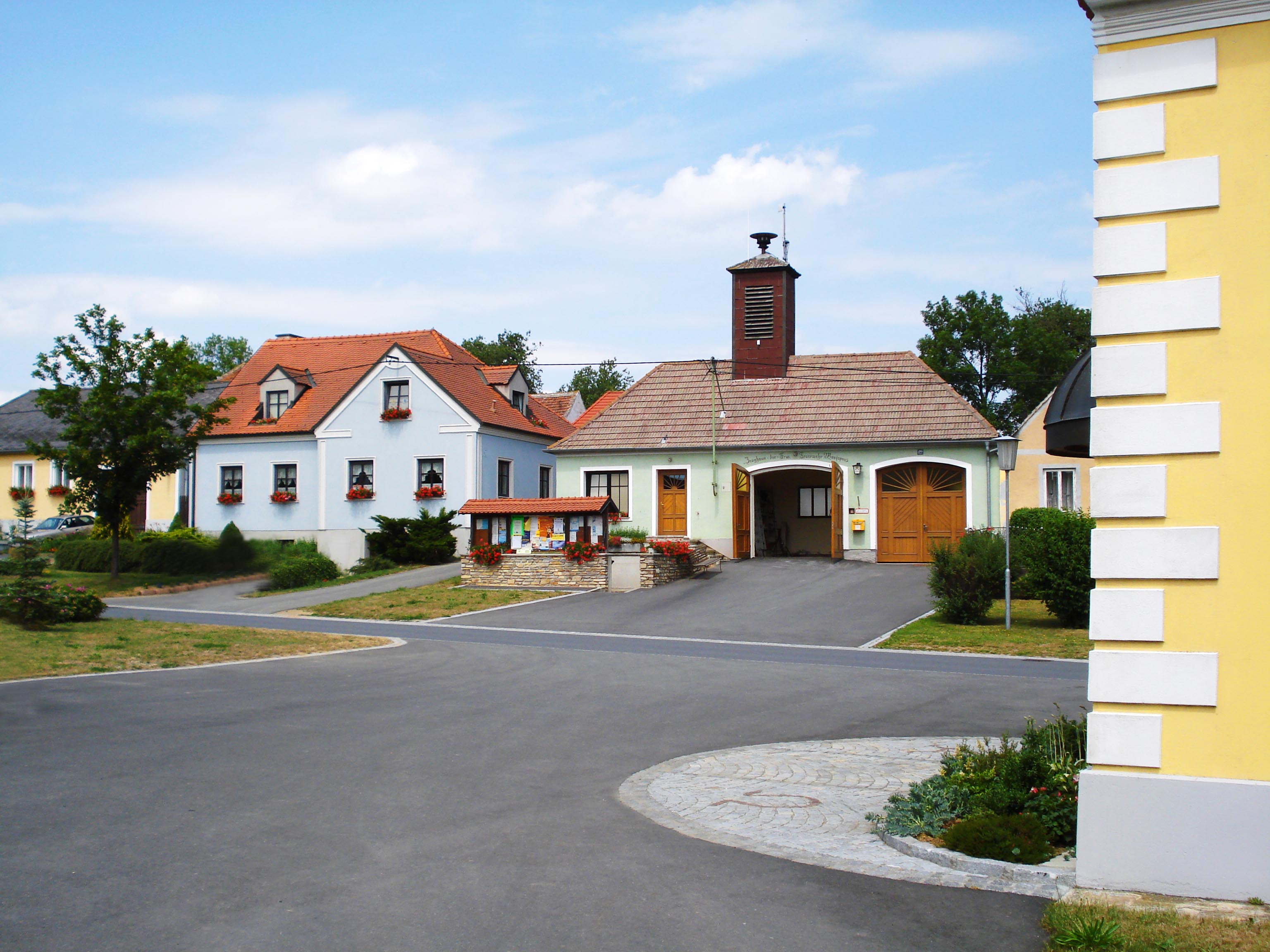
Wenjapons, Freiwillige Feuerwehr, 2007